# Juegos para escoger
Los juegos para escoger o juegos preliminares son fórmulas para seleccionar una persona que haga un determinado papel en un juego. Una variante típicamente infantil son las rimas, poemas o canciones para echar a suertes a los cuales se les llama rimas de conteo.
Algunas fórmulas son juegos en sí mismos, como:
- Piedra-Papel-Tijera
- Jugar a los chinos
- Pares o nones
- De tin marin

Otras fórmulas:
- Moneda al aire (cara o cruz, cara o ceca, cara o sello...)
- Sacar pajitas
- Pies o Echarlo a pies. Los capitanes de los equipos se ponen uno enfrente del otro a cierta distancia. Por turno, se van acercando poniendo los pies uno delante del otro. Cuando están cerca si el pie monta y cabe (pisa al del contrario y cabe perpendicularmente en el hueco disponible), gana; en cambio, si solo cabe, se vuelve a empezar. Se usa para elegir campo, seleccionar los componentes del equipo, etc.
- Dedos o Echarlo a dedos. Se utiliza cuando hay que escoger a una persona entre un grupo reducido (de 3 a 5). Uno de ellos, el que está rifando, se coloca de espaldas al resto del grupo y colocando su mano a la espalda saca tantos dedos como personas elegibles haya. Cada uno de los elegibles señala - sin tocarlo - uno de esos dedos, y el dedo que queda sin señalar corresponde al que está rifando. Una vez que todos han seleccionado su dedo, el que rifa se da la vuelta y se muerde al azar uno de los dedos, que corresponderá al elegido.